# DZJ-08 (гранатомёт)
DZJ-08 или Тип 08 — одноразовый, многоцелевой ручной гранатомёт. Предназначен для уничтожения пехоты, бронетехники и укреплённых позиций.
Разработан и производится компанией Norinco для Народно-освободительной армии Китая. DZJ-08 является преемником многоцелевого реактивного гранатомета PF-89A.

## Описание
Тип 08 имеет уникальный ударно-спусковой механизм, называемый герметичным выступом баланса, возможно, вдохновлённый принципом безоткатности Ч. Дэвиса. По сравнению с предыдущей системой, в DZJ-08 используется противовес для уменьшения отдачи, шума, дульной вспышки, волны давления и реактивной струи, которые могут вызвать ожоги и избыточное давление, а также создать заметный след запуска пользователя. Более того, многоцелевые боеприпасы имеют относительно небольшой радиус поражения в 7 метров дает системе вооружения минимальную дальность стрельбы в 25 метров. Таким образом, солдат может безопасно стрелять из оружия в закрытых помещениях.
Осколочно-фугасный боеприпас специально разработан для пробития укреплений. Боеголовка содержит магний и термит. Способен пробивать 25 мм стальной брони под углом 65° или около 30 мм стальной брони под углом 0°. Хоть он и не эффективен против тяжелой бронетехники, DJZ-08 всё же может пробивать и уничтожать легкобронированную технику, как бронетранспортеры. Самым большим улучшением DZJ-08 стала способность пробивать 500 мм железобетона, тогда как предшественник PF-89A с его многоцелевым снарядом способен пробить всего 300 мм железобетона.
Type 08 — первая попытка Китая разработать противотанковое оружие, которое можно использовать в закрытых пространствах и в городских условиях. НОАК использовал Тип 89 для замены РПГ Тип 69 в 90-х годах, однако проблема реактивной струи оставалась заметной. С мая 2000 года Norinco приступила к разработке оружия нового поколения, которое является портативным, одноразовым и может быть передано каждому отдельному солдату пехотного отделения как Тип 89, но при этом имеет низкий побочный урон.
DZJ-08 весит 7,6 кг, является водонепроницаемым и оснащен дневным прицелом, имеет складную переднюю рукоятку и ручку для переноски. Инструкции по стрельбе напечатаны на левой стороне пусковой трубы.

## Варианты
У DZJ-08 есть несколько вариантов, каждый из которых соответствует определённому типу боеприпасов.
Многоцелевой штурмовой боеприпас DZJ-08 (кит. 08式多用途攻坚弹)
Оригинальный вариант с многоцелевой противобункерной боеголовкой.
Противопехотный боеприпас DZA-11 (кит. 11式侵彻杀伤弹)
Боеголовка с вторичной осколочно-фугасной начинкой.
Осколочно-фугасный противотанковый боеприпас DZP-11 (кит. 11式破甲弹)
Тандемная бронебойно-фугасная противотанковая боеголовка.

## Страны-эксплуатанты
- Китай: Народно-освободительная армия Китая